# Luca Signorelli
Luca Signorelli (Cortona (Italia),c. 1445 - 1523). Foi um pintor renascentista italiano que se destacou em particular por sua habilidade como desenhista e seu uso de escorço. Seus enormes afrescos do Juízo Final (1499-1503) na Catedral de Orvieto são considerados sua obra-prima.

## Biografia

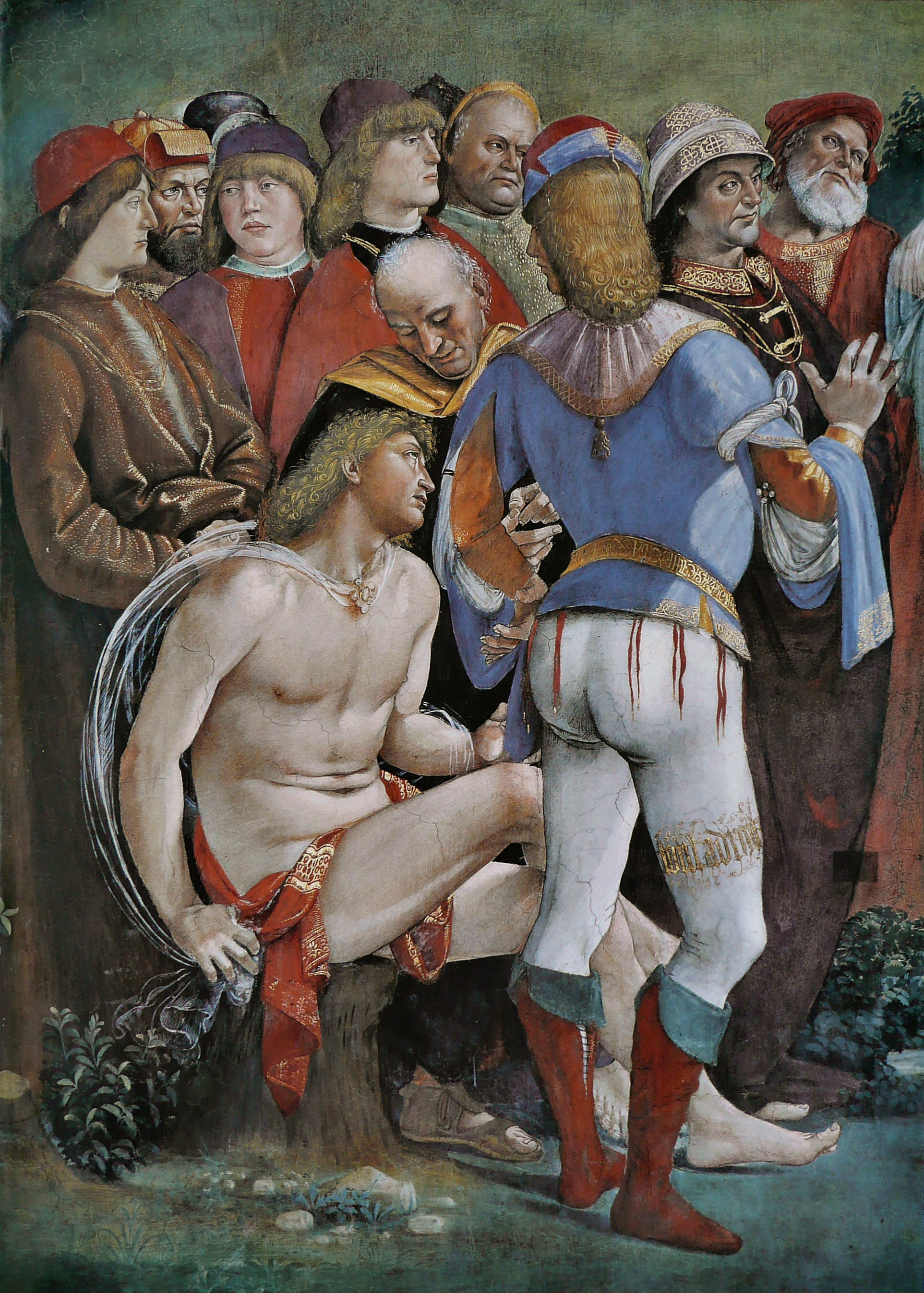
Testamento e morte de Moisés, detalhe

Ele nasceu Luca d'Egidio di Ventura em Cortona, Toscana (algumas fontes o chamam de Luca da Cortona). A data exata de seu nascimento é incerta, mas datas de nascimento entre 1441 e 1445 foram propostas. Ele morreu em 1523 em sua Cortona natal, onde está enterrado. Ele provavelmente tinha entre setenta e oito e oitenta e dois anos. Ele é considerado parte da escola toscana, embora também tenha trabalhado extensivamente na Umbria e em Roma.
Suas primeiras impressões de arte parecem se originar em Perugia - incluindo os estilos de artistas como Benedetto Bonfigli, Fiorenzo di Lorenzo e Pinturicchio. Lazzaro Vasari, bisavô do historiador da arte Giorgio Vasari, era tio materno de Luca. Segundo Giorgio Vasari, Lazzaro deu a Luca como aprendiz de Piero della Francesca. Em 1472, o jovem artista pintava em Arezzo e em 1474 na Città di Castello. Ele apresentou a Lorenzo de' Medici uma obra que provavelmente é Escola de Pã. Janet Rosse seu marido Henry descobriu a pintura em Florença por volta de 1870 e posteriormente a vendeu para o Museu Kaiser Frederick em Berlim, embora tenha sido destruída por bombas aliadas na Segunda Guerra Mundial. O tema da pintura é quase o mesmo que ele também pintou na parede do palácio Petrucci em Siena - as principais figuras sendo o próprio Pan, Olympus, Echo, um homem reclinado no chão e dois pastores ouvintes.
Signorelli trabalhou em Roma de 1478 a 1484. Em 1484 voltou para sua cidade natal, Cortona, que permaneceu em casa até sua morte. No Mosteiro de Monte Oliveto Maggiore, ao sul de Siena, ele pintou oito afrescos, que fazem parte de uma vasta série que descreve a vida de São Bento; eles estão atualmente muito feridos. No palácio de Pandolfo Petrucci trabalhou vários temas clássicos ou mitológicos, incluindo a já mencionada Escola de Pã. Signorelli manteve-se saudável até a morte, continuando a pintar e a aceitar encomendas no seu último ano, incluindo o retábulo da Igreja de Foiano.

## Trabalho em Orvieto

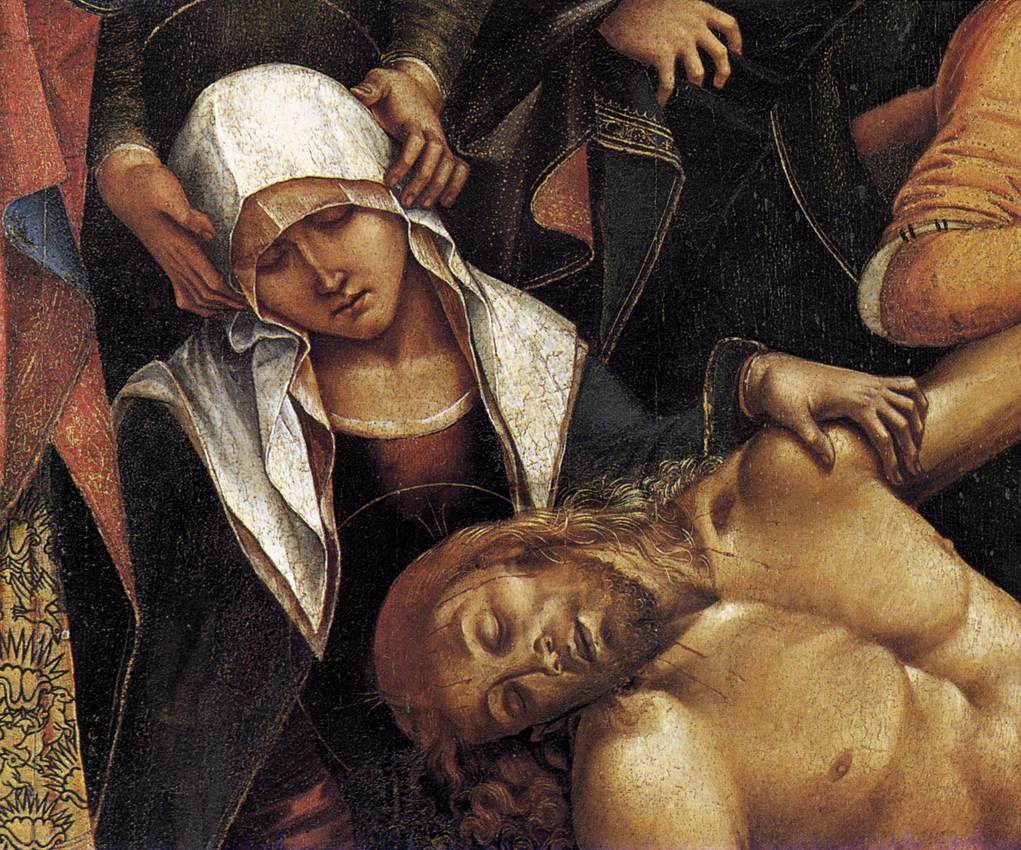
Lamentação sobre o Cristo Morto, detalhe, 1502

Do Mosteiro de Monte Oliveto Maggiore perto de Siena, Signorelli foi a Orvieto e produziu sua obra-prima, os afrescos da capela de S. Brizio (então chamada de Cappella Nuova), na catedral.
A Cappella Nuova já continha dois grupos de imagens na abóbada do altar, o Cristo Julgador e os Profetas, murais inicialmente iniciados por Fra Angelico cinquenta anos antes. As obras de Signorelli nas abóbadas e nas paredes superiores representam os acontecimentos que envolveram o Apocalipse e o Juízo Final. Os acontecimentos do Apocalipse preenchem o espaço que circunda a entrada da grande capela.
Os eventos apocalípticos começam com a pregação do Anticristo e prosseguem para o dia do juízo final e a ressurreição da carne. Eles ocupam três vastas lunetas, cada uma delas uma única composição narrativa contínua. Em um deles, o Anticristo, após seus presságios e glórias ímpias, cai de cabeça do céu, colidindo com uma multidão inumerável de homens e mulheres.

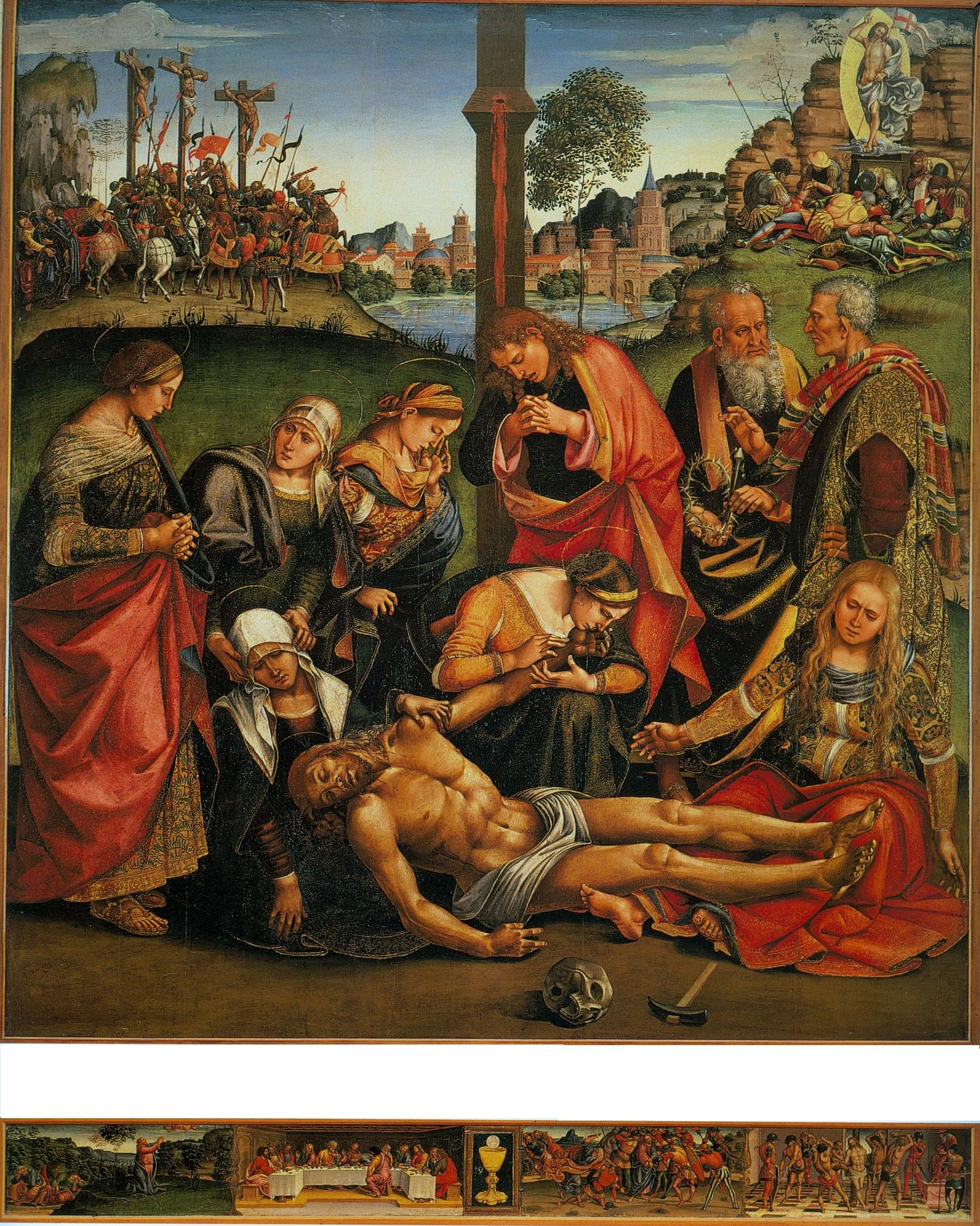
Lamentação de Cristo, Orvieto, Monte Oliveto

Ao teto de Angélico, que continha o Cristo Julgador e os Profetas liderados por João Batista, Signorelli acrescentou a Madona liderando os Apóstolos, Patriarcas, Doutores da Igreja, Mártires e Virgens. O fator unificador das pinturas é encontrado nas leituras das escrituras nas liturgias romanas para a Festa de Todos os Santos e o Advento.
Estilisticamente, as ousadas e terríveis invenções, com seu poderoso tratamento do nude e árduo encurtamento, eram marcantes em sua época. Michelangelo alegou ter emprestado, em seu próprio afresco na parede da Capela Sistina, algumas das figuras ou combinações de Signorelli. As paredes inferiores, num estilo inédito, são ricamente decoradas com uma grande quantidade de trabalhos subsidiários ligados a Dante, especificamente os primeiros onze livros de seu Purgatório, e aos poetas e lendas da antiguidade. Uma composição de Pietà em um nicho na parede inferior contém referências explícitas a dois importantes santos mártires de Orvietano, San Pietro Parenzo e San Faustino.
O contrato para a obra de Signorelli ainda está registrado nos arquivos da Catedral de Orvieto. Em 5 de abril de 1499, assumiu a tarefa de completar o teto para 200 ducados, além de 600 ducados para as paredes, além de hospedagem, e um pagamento mensal de duas medidas de vinho e dois quartos de milho. O contrato orientava Signorelli a consultar os Mestres da Página Sagrada para questões teológicas. Este é o primeiro caso registrado de um artista recebendo conselhos teológicos, embora os historiadores da arte acreditem que tais discussões eram rotineiras. A primeira estada de Signorelli em Orvieto não durou mais de dois anos. Em 1502, ele retornou a Cortona, mais tarde retornando a Orvieto para continuar as paredes inferiores. Ele pintou um Cristo morto, com Maria Madalena, a Virgem Maria e os mártires santos Pietro Parenzo e Faustino

## Trabalho em Siena, Cortona, Roma e Arezzo

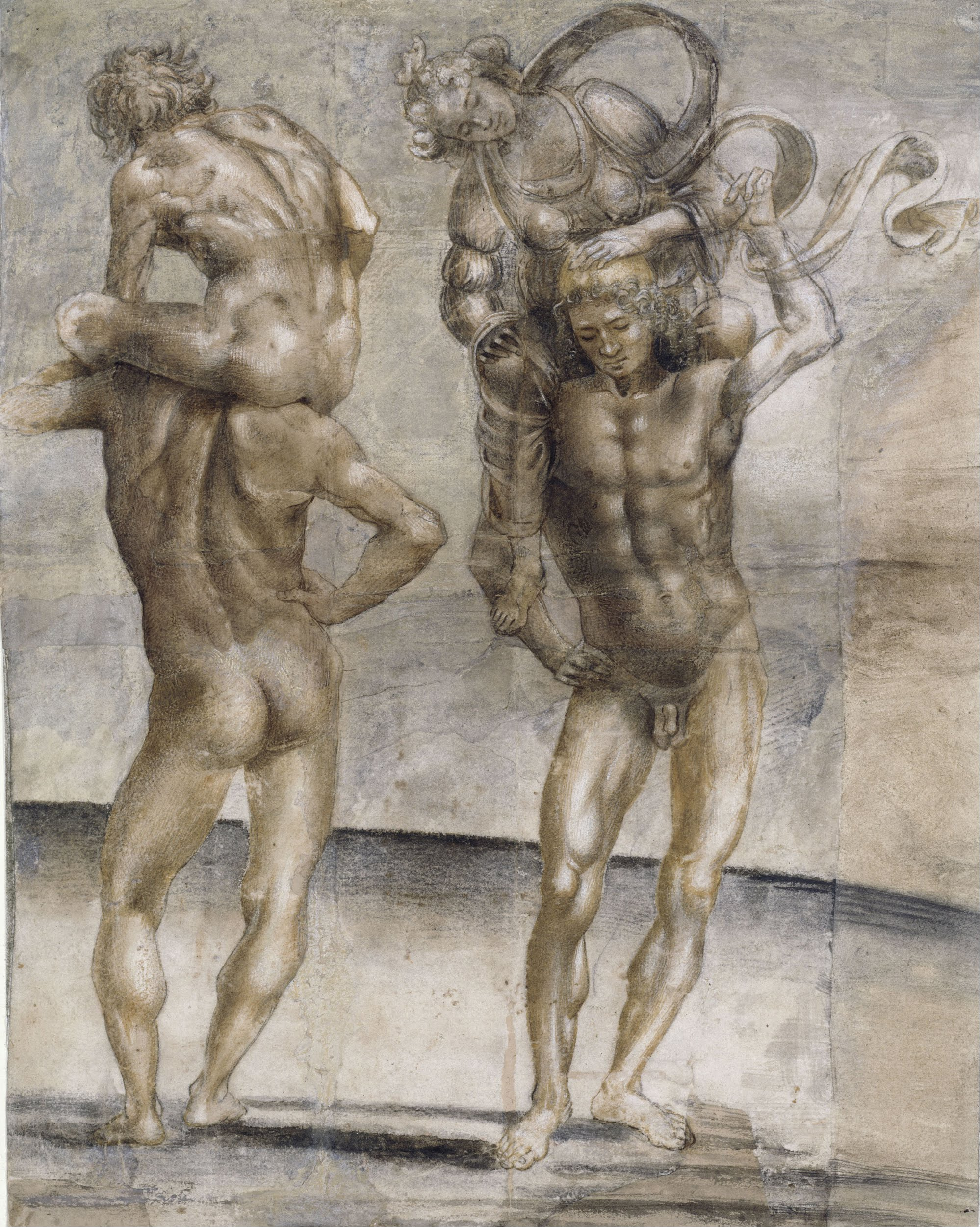
Signorelli deu grande atenção à anatomia. Dois jovens nus carregando uma jovem e um jovem

Depois de terminar os afrescos em Orvieto, Signorelli costumava ir a Siena. Em 1507, ele executou um grande retábulo para S. Medardo em Arcevia na Marche, a Madona e o Menino, com o Massacre dos Inocentes e outros episódios
Em 1508, o Papa Júlio II convocou artistas a Roma, incluindo Signorelli, Perugino, Pinturicchio e Il Sodoma para pintar as grandes salas do Palácio do Vaticano. Eles começaram a trabalhar, mas logo o Papa dispensou todos para dar lugar a Rafael. O trabalho deles foi retirado, exceto o teto da Stanza della Segnatura. Luca voltou para Siena, mas viveu principalmente em sua cidade natal, Cortona. Ele estava constantemente trabalhando, mas os produtos de seus últimos anos não eram da qualidade de suas obras de 1490-1505.
Em 1520, Signorelli foi com um de seus quadros a Arezzo. Ele ficou parcialmente paralisado quando iniciou um afresco do Batismo de Cristo na capela do palácio do Cardeal Passerini perto de Cortona, que é a última imagem atribuída a ele (alternativamente, uma Coroação da Virgem em Foiano della Chiana). Signorelli gozava de grande reputação como cidadão, ingressando na magistratura de Cortona já em 1488 e ocupando uma posição de liderança em 1523, ano de sua morte. 
Signorelli deu grande atenção à anatomia. Diz-se que ele continuou seus estudos em cemitérios, e seu domínio da forma humana implica uma familiaridade resultante das dissecações. Superou os contemporâneos ao mostrar a estrutura e o mecanismo do nu em ação imediata, indo além da natureza em experimentos desse tipo, tentando atitudes e combinações hipotéticas. Seus desenhos no Louvre demonstram isso e apresentam uma analogia próxima com o método de Michelangelo. Ele almejava a verdade poderosa em vez da nobreza da forma; negligenciando comparativamente a cor e seu claro-escuro exibe nítidas oposições de luzes e sombras. Ele teve uma vasta influência sobre os pintores de sua época e dos tempos que se seguiram, mas não teve alunos ou assistentes de alta reputação; sendo um sobrinho chamado Francesco.
Vasari, que alegou Signorelli como parente, descreveu-o como gentil e um homem de família, e disse que ele sempre viveu mais como um nobre do que como um pintor. Vasari incluiu o retrato de Signorelli, um de sete, em seu estudo em Arezzo, junto com Michelangelo e ele mesmo. A Galeria Torrigiani em Florença contém um grande retrato em tamanho natural feito por Signorelli de um homem com um boné e colete vermelhos, e corresponde à observação de Vasari. Na National Gallery, em Londres, estão a Circuncisão de Jesus e três outras obras. A lenda diz que Signorelli se retratou no primeiro plano à esquerda de seu mural de Orvietan, A Pregação do Anticristo. Acredita-se que Fra Angelico, seu predecessor no ciclo de Orvieto, esteja atrás dele na peça. No entanto, a figura que se pensa ser Fra Angelico não está vestida como um frade dominicano, e o suposto retrato de Signorelli não corresponde ao do escritório de Vasari.

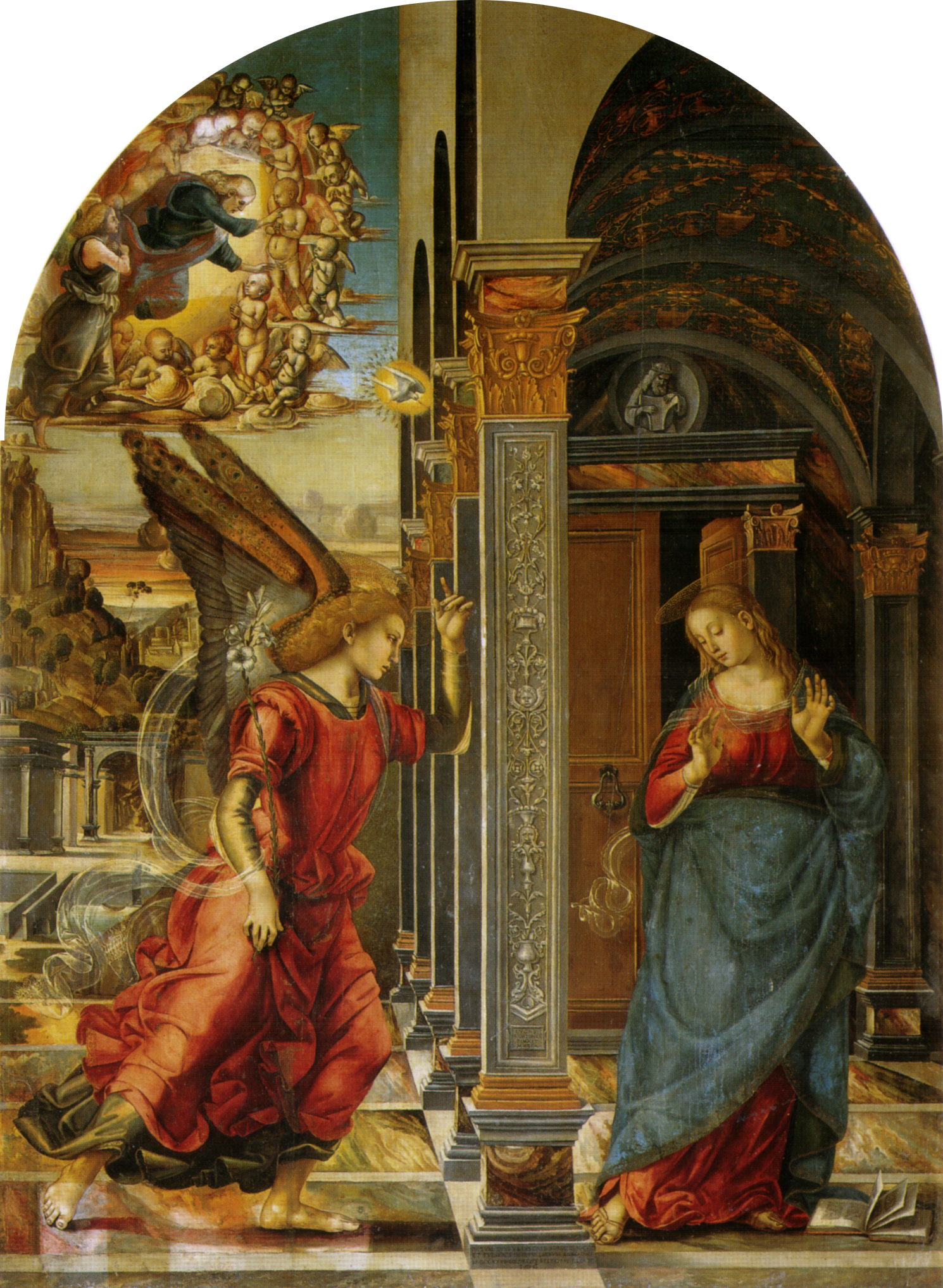
Anunciação, Volterra

## Principais obras
- A flagelação de Cristo (c. 1480) - Têmpera em painel redondo, 84 x 57 cm, Pinacoteca di Brera, Milão
- Testamento e Morte de Moisés (1481–1482) - Afresco, 350 x 572 cm, Capela Sistina, Vaticano
- Retábulo Sant'Onofrio (1484) - Painel, 221 x 189 cm, Museo dell'Opera del Duomo, Perugia
- Martírio de São Sebastião - Pinacoteca Comunale, Città di Castello
- Madonna and Child (1484) - Painel, 170 x 117,5 cm, Uffizi, Florença
- A circuncisão (c. 1490-1491) - Óleo sobre painel transferido para tela, 259 x 180 cm, National Gallery, Londres
- Madona e o Menino com São José e Outro Santo (1490–1492) - Painel, diâmetro: 99 cm, Galleria Palatina, Palazzo Pitti, Florença
- Retrato de um homem (c. 1492) - Têmpera no painel, 50 x 32, Gemäldegalerie, Berlim
- A Adoração dos Pastores (1496) - Pintado para a igreja de San Francesco, Città di Castello
- Os condenados lançados no inferno (c. 1499) - Capela de San Brizio, Catedral de Orvieto, Orvieto, Itália
- Alegoria de fertilidade e abundância (c. 1500) - Têmpera no painel, Uffizi, Florença
- Lamentação sobre o Cristo Morto (1502) - Madeira, 270 x 240 cm, Museu Diocesano, Cortona
- Retrato de Vitelozzo Vitelli (1500-1503) - Painel, Museo dell'Opera del Duomo, Orvieto
- Maria Madalena (1504) - Painel, Museo dell'Opera del Duomo, Orvieto
- Calvário (1505)
- A Coroação da Virgem (1508) - pintado para a Capela Filippini na igreja de San Francesco, Arcevia
- A Trindade, a Virgem e os Dois Santos (1510) - Têmpera sobre madeira, 272 x 180 cm, Uffizi, Florença
- Comunhão dos Apóstolos (1512) - Painel, 232 x 220 cm, Museu Diocesano, Cortona
- Santa Catarina de Alexandria (c. 1512) - Têmpera no painel, Museo Horne, Florença
- Madonna com criança e santos (1515) - Pintado para a igreja de San Francesco, Montone, agora na National Gallery, Londres
- Madonna e o Menino com os Santos (c. 1519-1523) - Têmpera no painel, Museo di arte medievale e moderna, Arezzo
- Imaculada Conceição (c. 1523) - Painel, 217 x 210 cm, Museu Diocesano, Cortona
- Madonna e o Menino com Santos (meados ou final dos anos 1510) - Painel, Museo Nazionale di Castel Sant'Angelo, Roma

Obras de Luca Signorelli
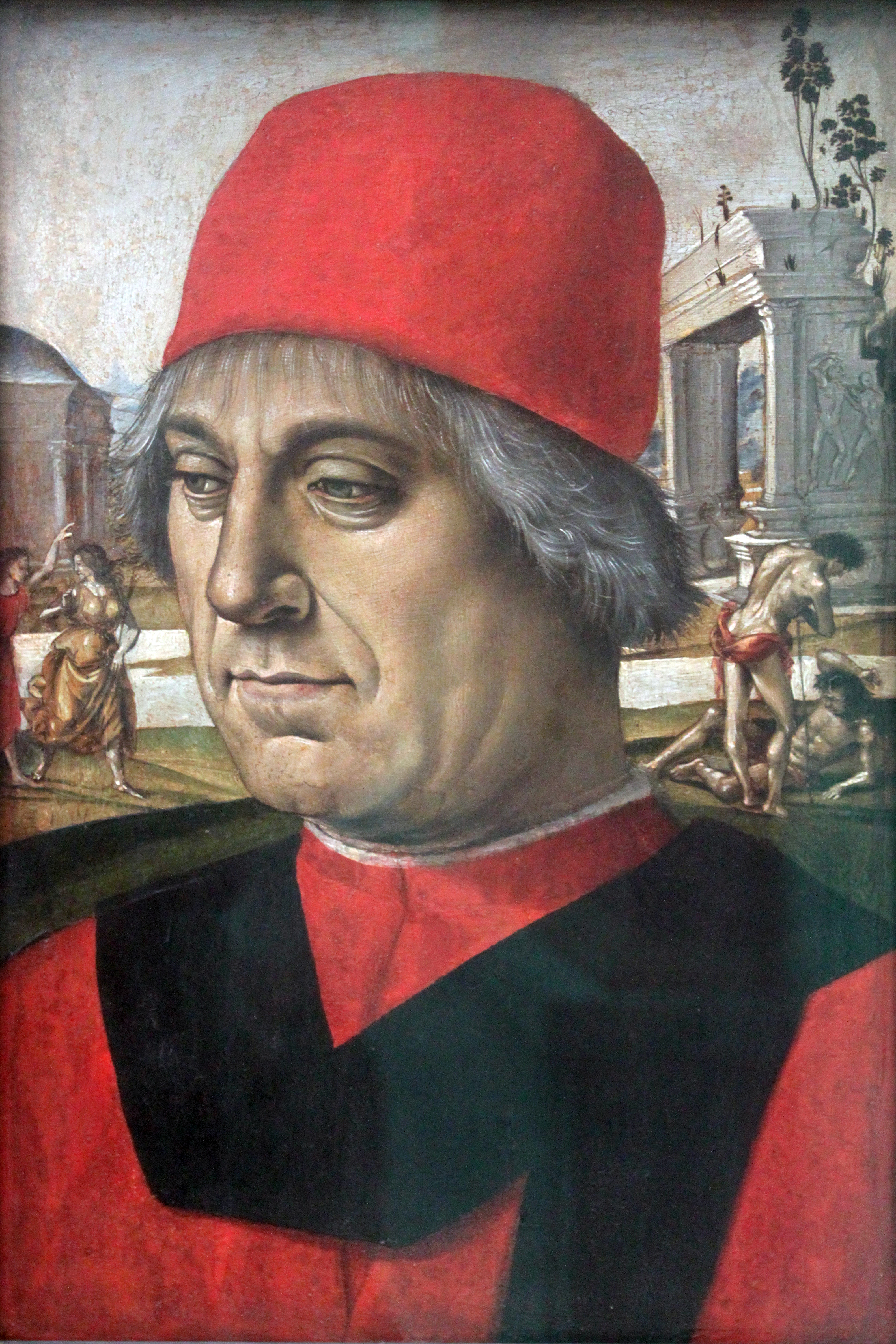
Retrato de um homem idoso (1492)
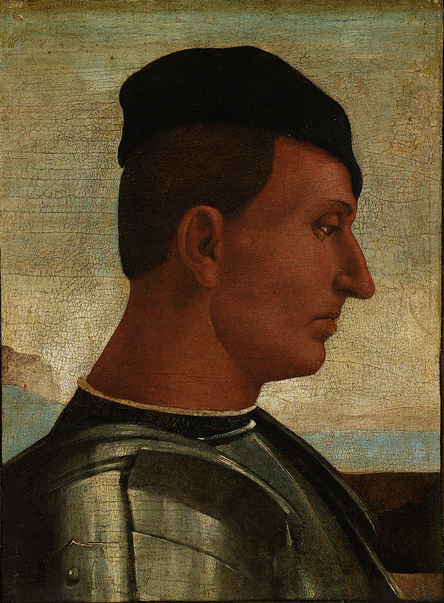
Retrato de Ritratto di Camillo Vitelli (c. 1493–1496)
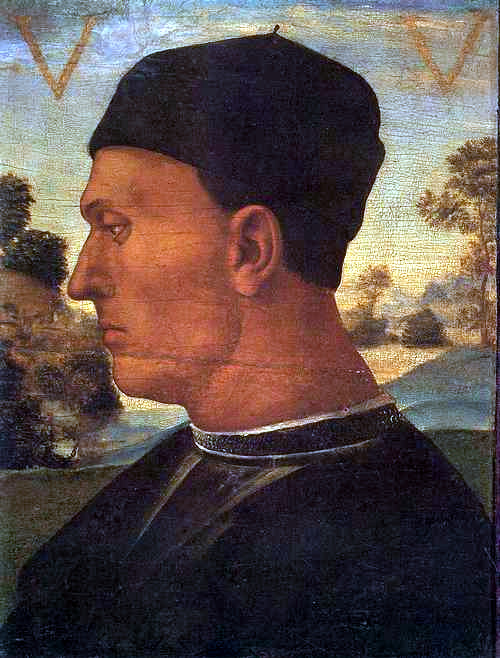
Retrato de Vitellozzo Vitelli
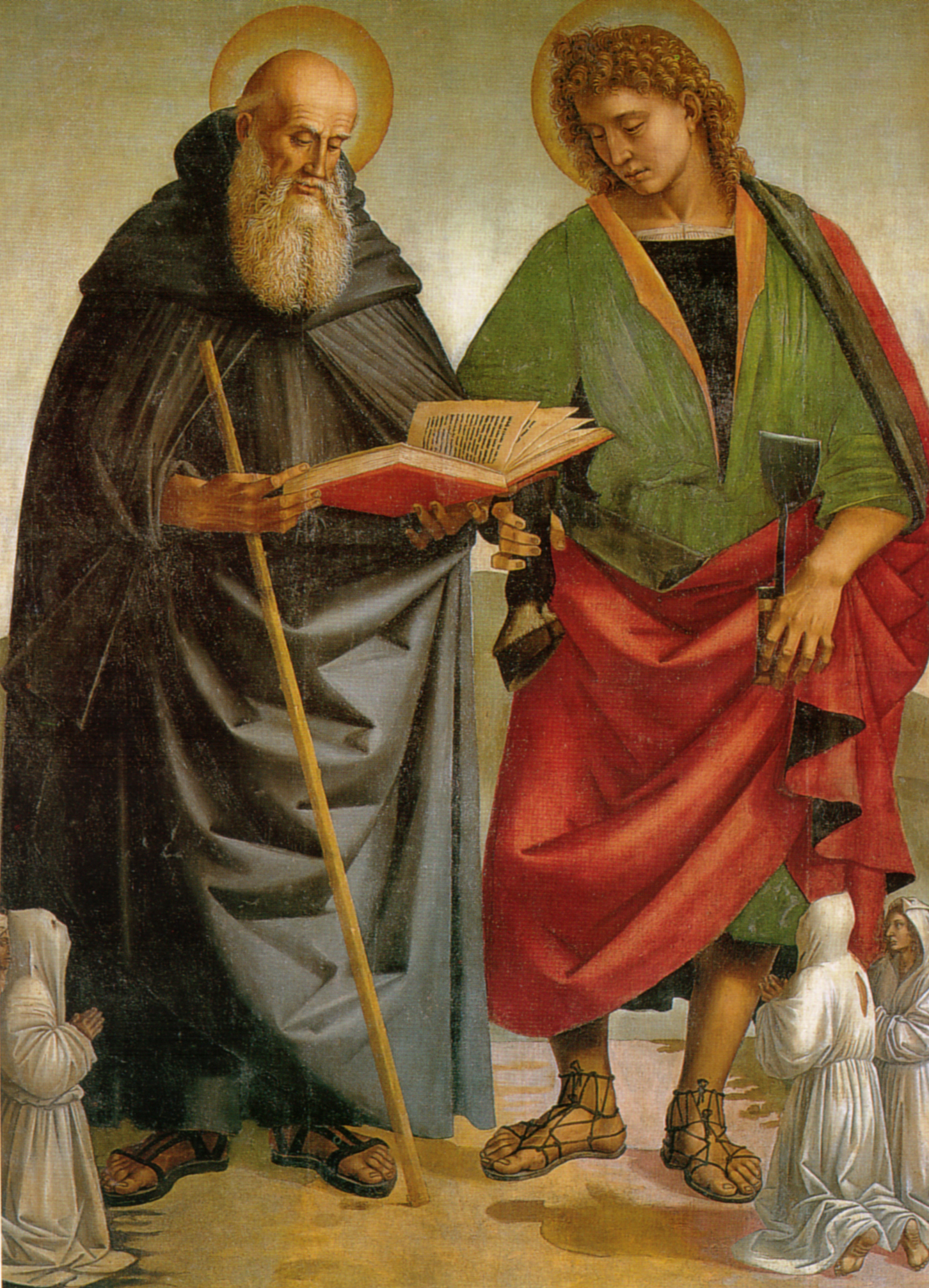
Santo Antônio e Santo Eligius
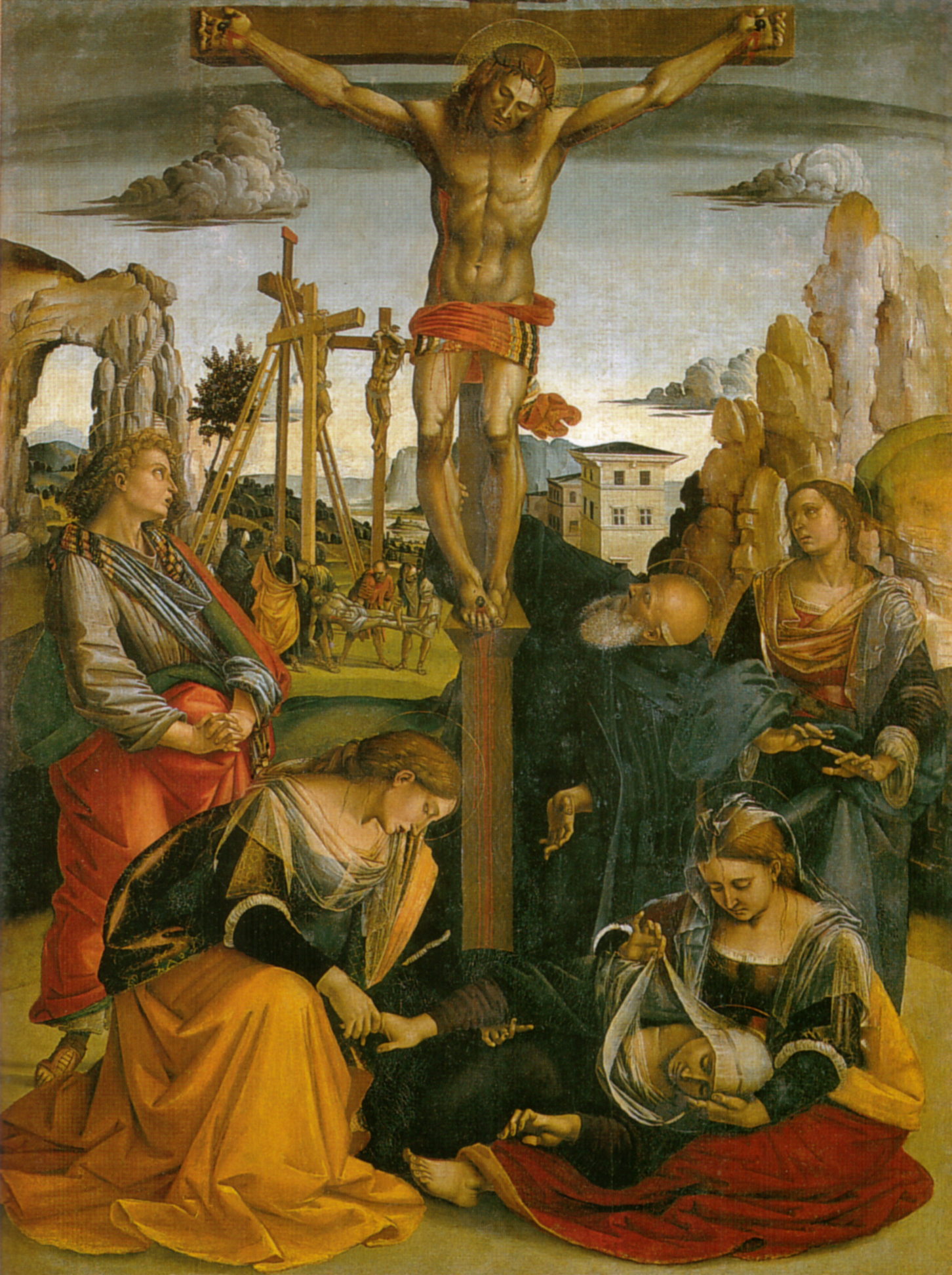
Crucificação
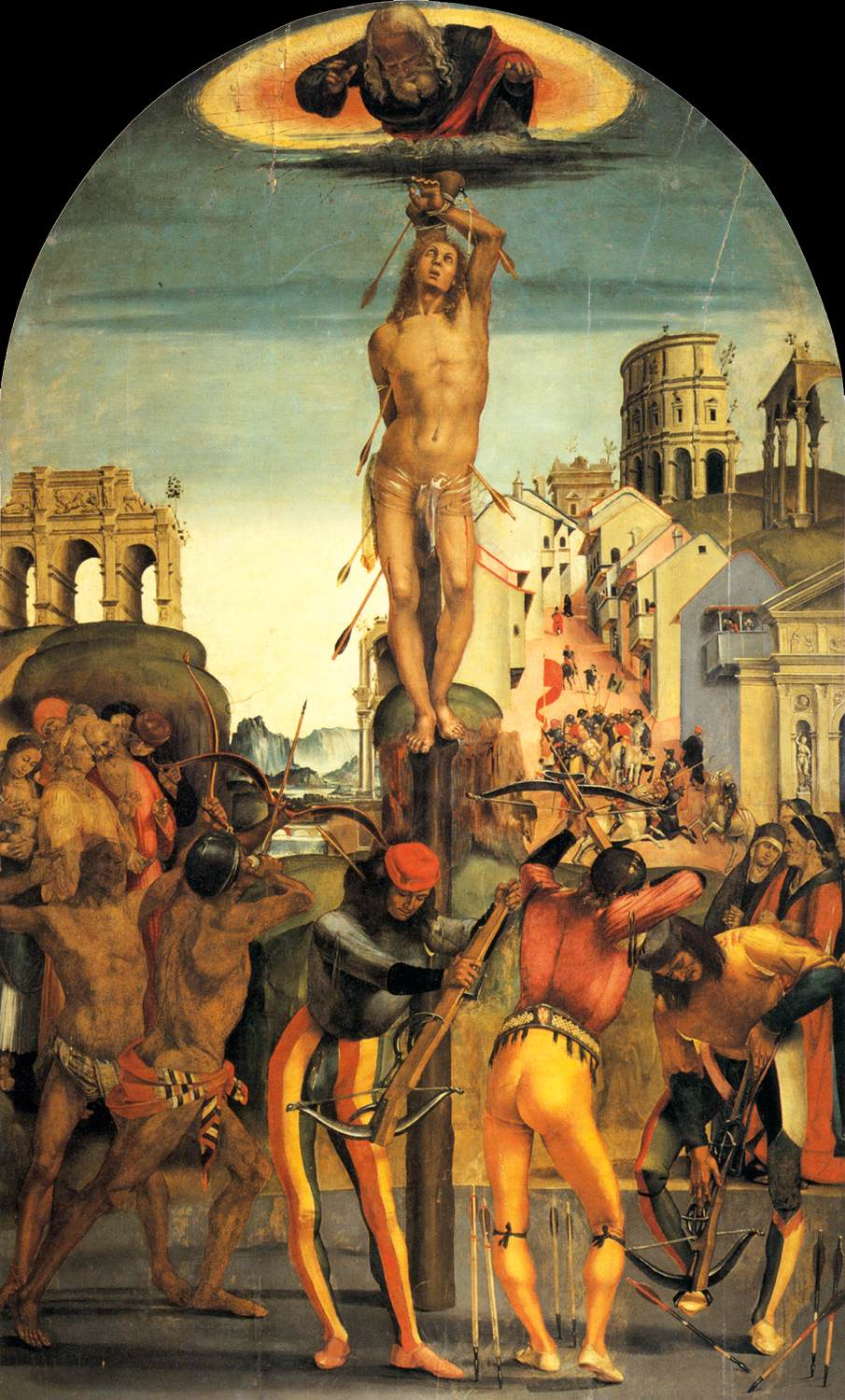
Martírio de São Sebastião
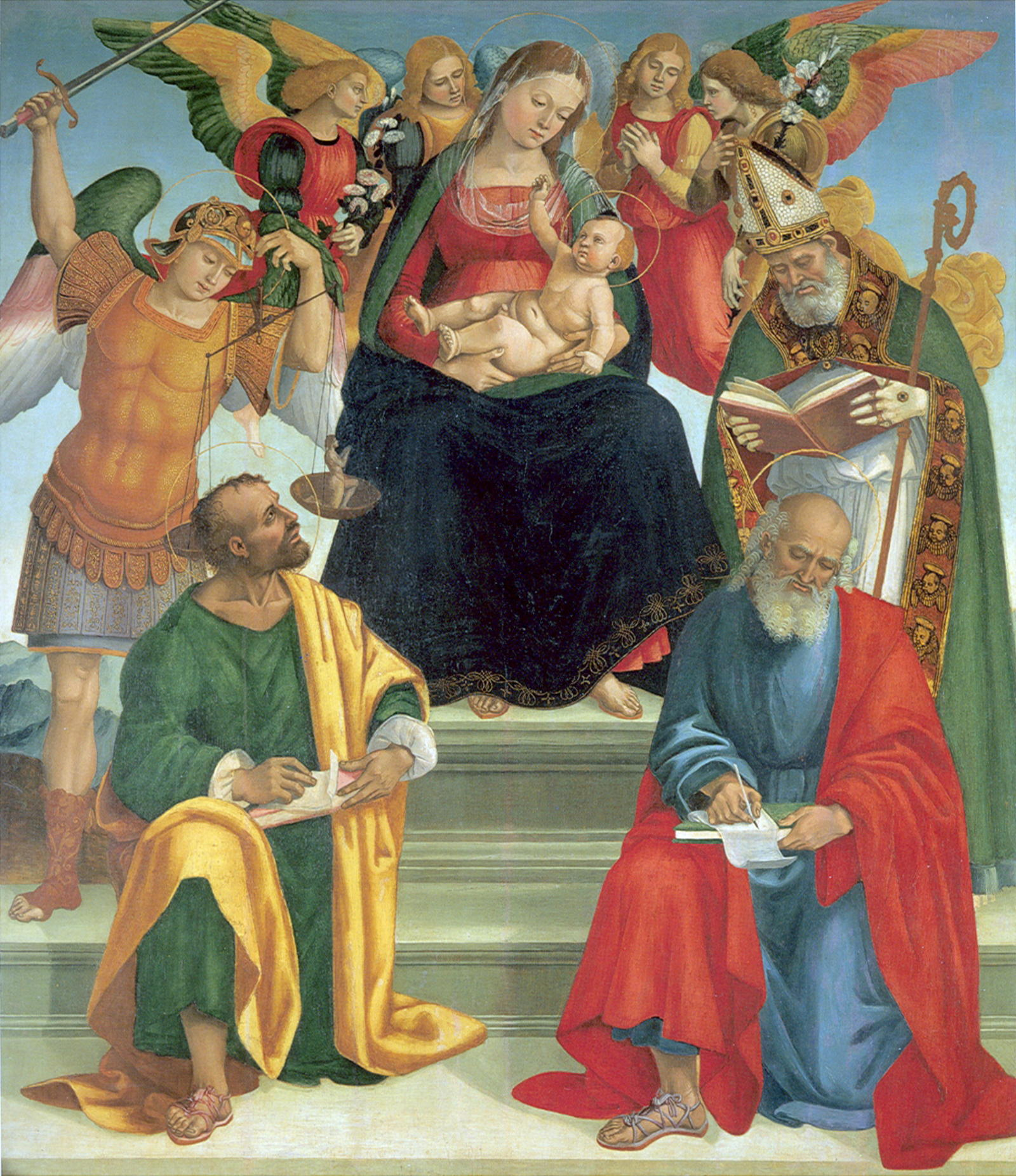
Madonna e criança com santos e anjos
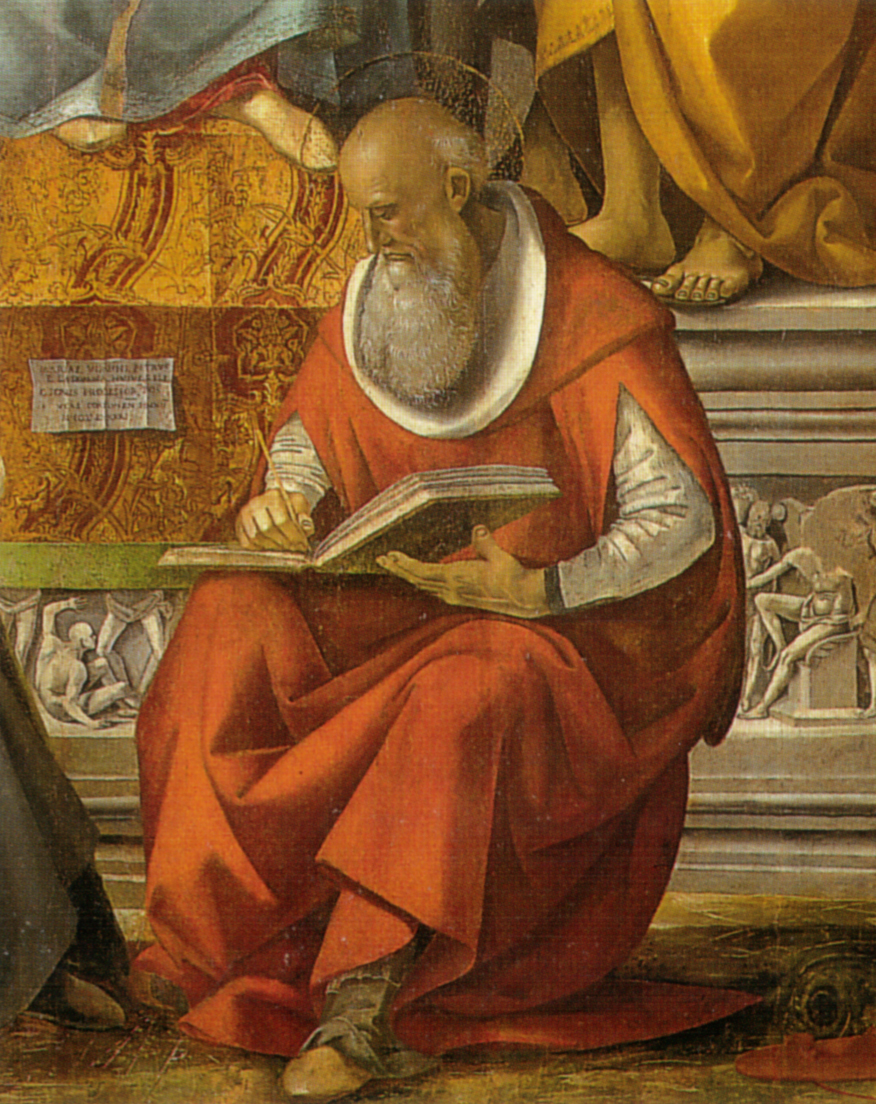
Madonna com Anjos e Santos, detalhe, San Girolamo (São Jerônimo)

Afrescos
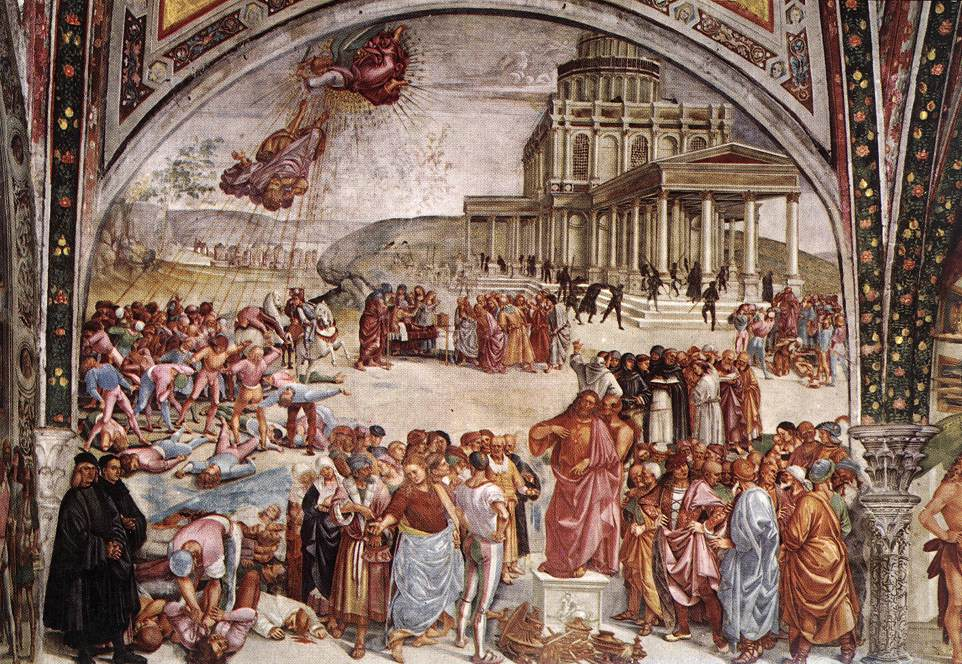
Afresco dos feitos do Anticristo (c. 1501) na Catedral de Orvieto.
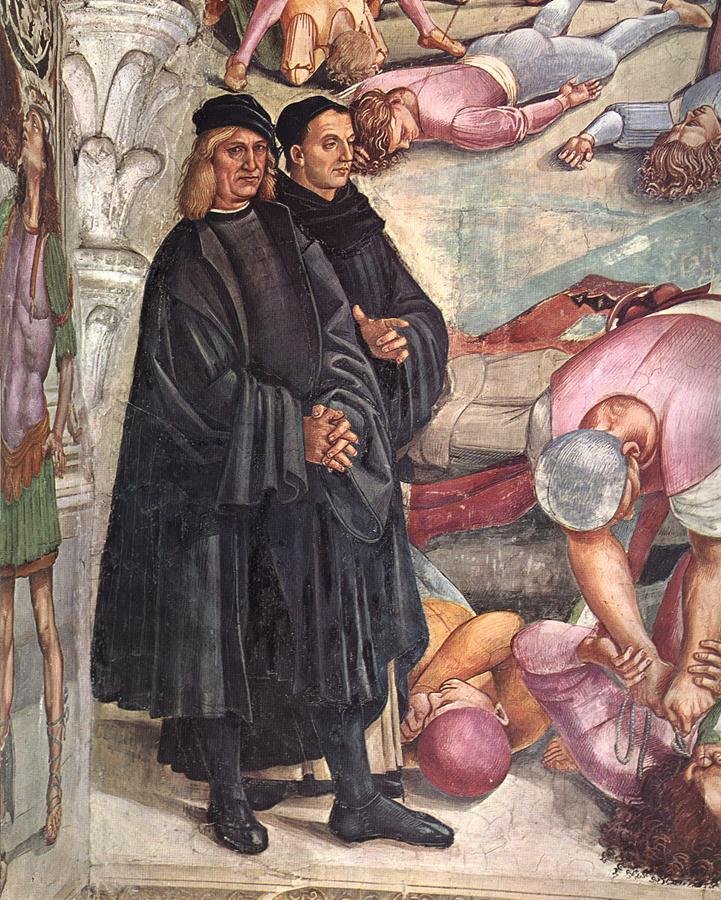
Auto-retrato de Luca Signorelli (à esquerda) com Fra Angelico.
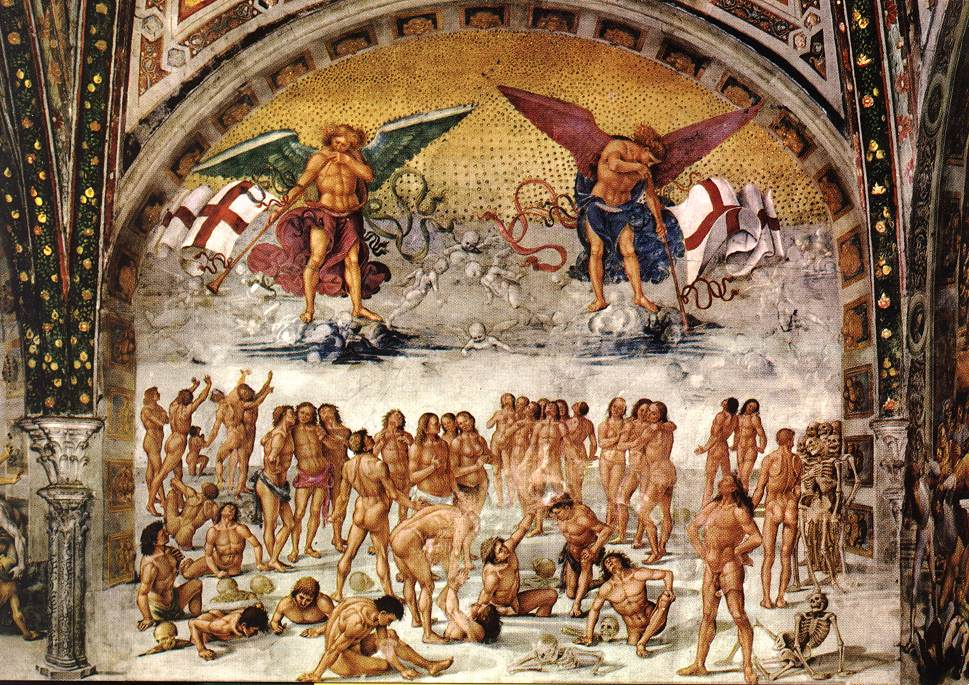
Ressurreição da Carne (1499-1502) Capela do Fresco de San Brizio, Duomo, Orvieto.
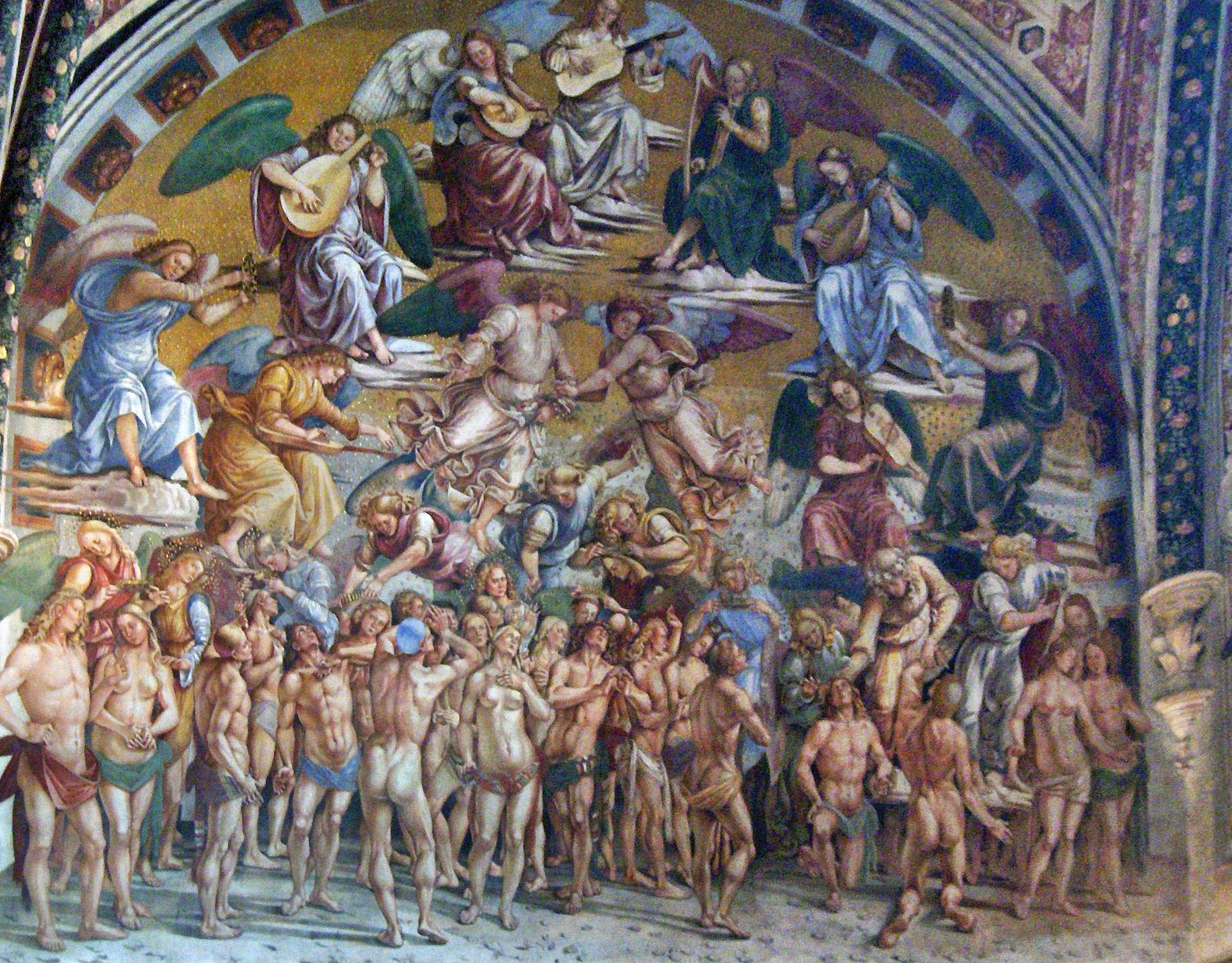
Os eleitos no paraíso.
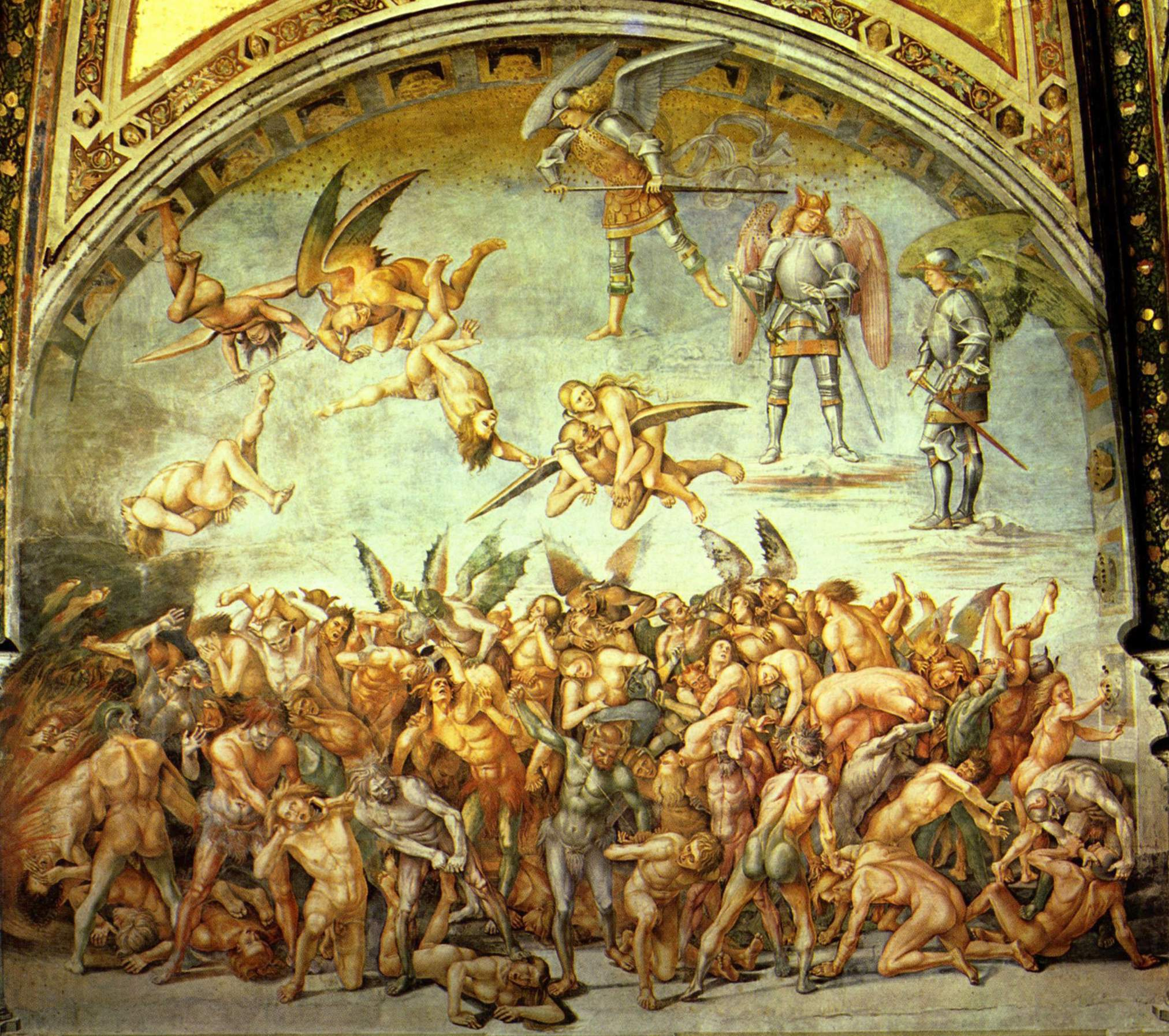
Os condenados no inferno.
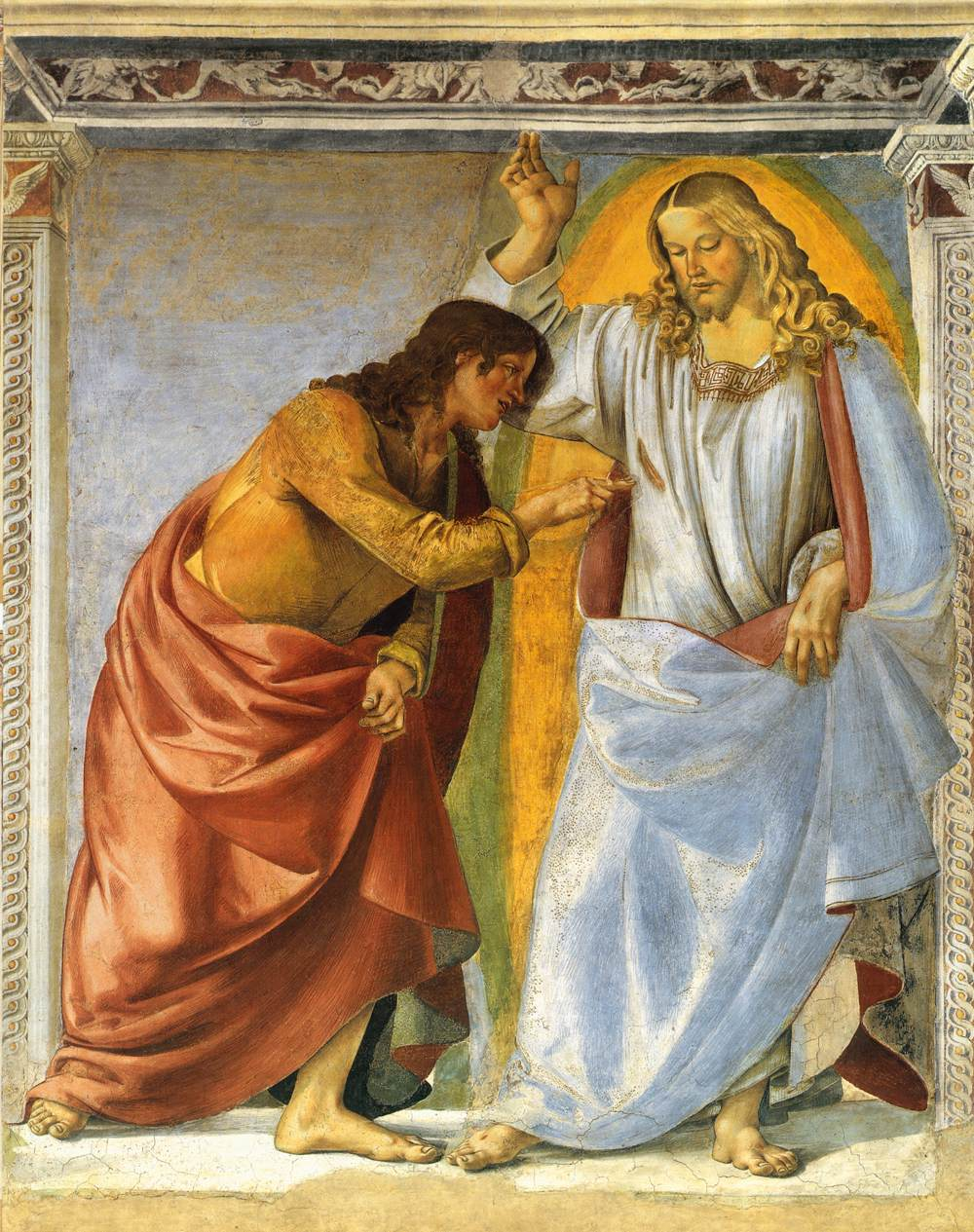
Cristo e o Tomé Duvidoso.

## Fontes

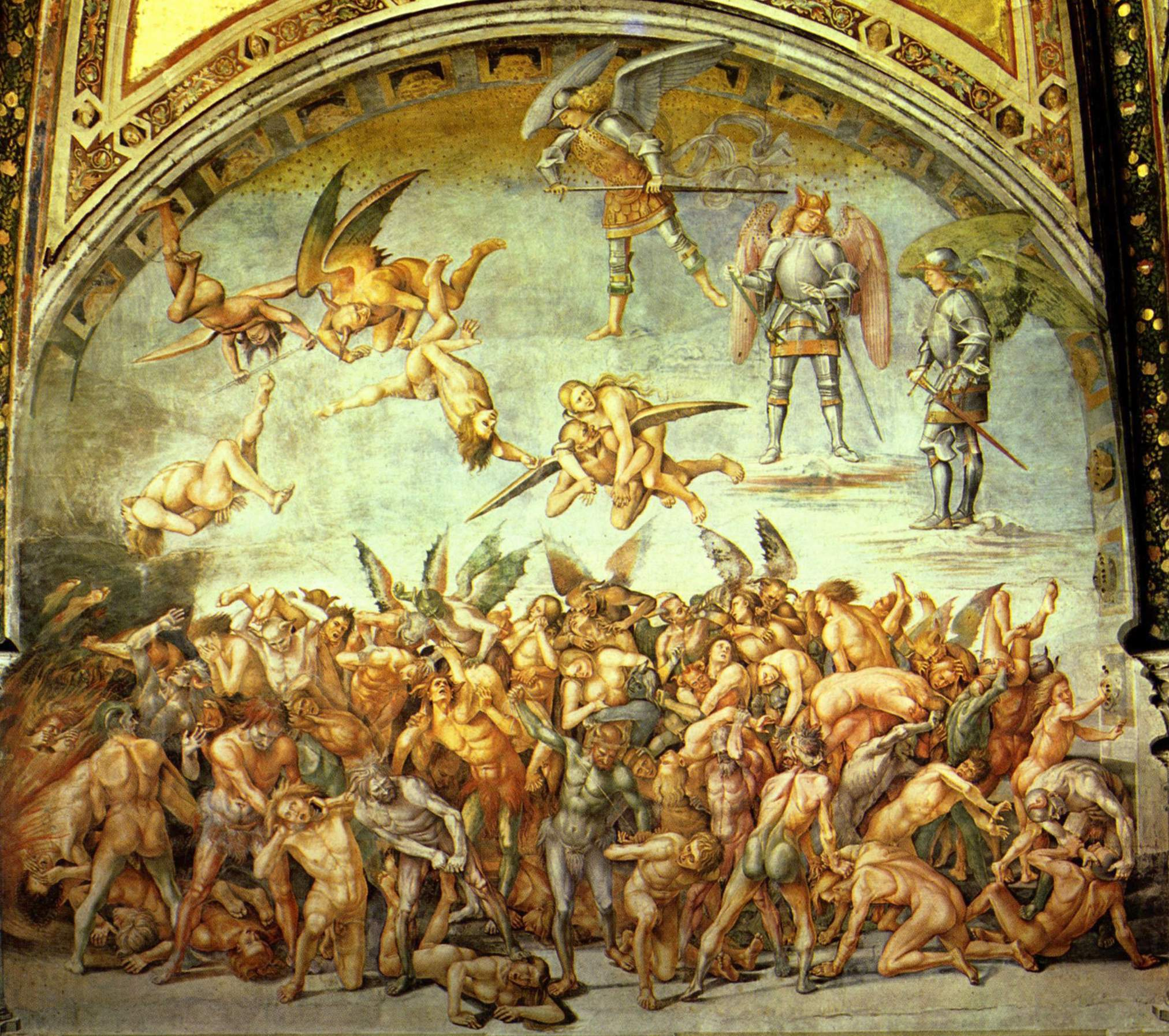
O Julgamento Final, afresco na Catedral de Orvieto (1499-1505)